# UNEF II

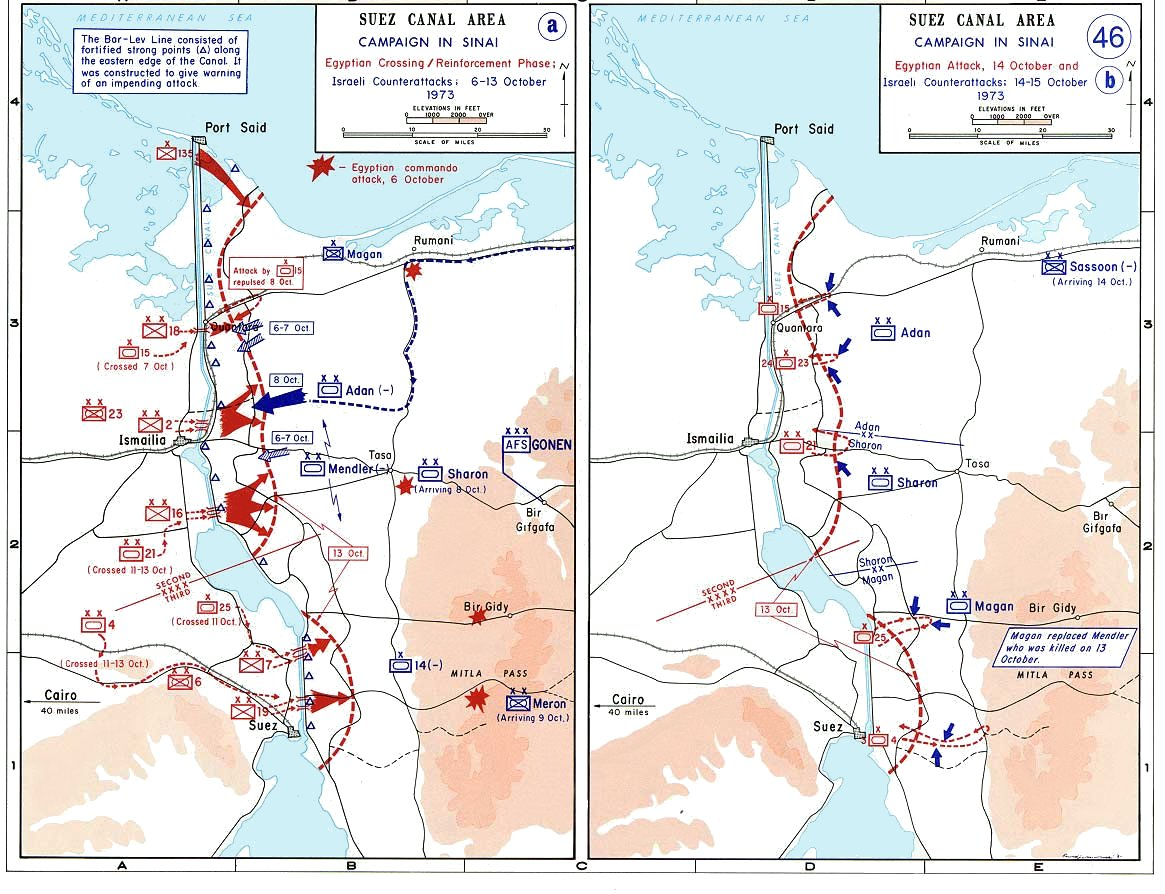
Het gebied waar UNEF II opereerde

De United Nations Emergency Force (UNEF II), of Interventiemacht van de Verenigde Naties II in het Nederlands, was een vredesmacht en werd tussen november 1958 en 1967 in de Sinaï gelegerd om een buffer te vormen tussen Israël en Egypte. De eerste inzet van een UNEF was in 1956 na de Suezcrisis in het Midden-Oosten. Deze operatie kreeg de afkorting "UNEF I".
Unef II werkte niet onder het gebruikelijke mandaat van de Veiligheidsraad. In dit geval had de Algemene Vergadering van de Verenigde Naties een vredesmacht op basis van Artikel 2, Paragraaf 7, van het Charter van de Verenigde Naties ingesteld. Een overeenkomst tussen de Secretaris- Generaal en de Egyptische regering, resolutie 340 van de Veiligheidsraad en het wapenstilstandsakkoord tussen Israël en Egypte regelden de verhouding tussen UNEF II en de oorlogvoerende partijen.
UNEF II opereerde aan het Suezkanaal later ook in de Sinaï met een operationeel hoofdkwartier in Caïro en later in Ismaïlia.

## Bevelhebbers van UNEF II
- Luitenant-Generaal Ensio P. H. Siilasvuo (Finland) (oktober 1973 - augustus 1975)
- Luitenant-Generaal Bengt Liljestrand (Zweden) (augustus 1975 - november 1976)
- Generaal-Majoor Rais Abin (Indonesië) (december 1976 - september 1979).

## Deelnemende landen
Australië (helikopters en personeel), Oostenrijk (infanterie), Canada (logistiek en verbindingen), Finland (infanterie), Ghana (infanterie), Indonesië (infanterie), Ierland (troops/infanterie), Nepal (infanterie), Panama (infanterie), Peru (infanterie), Polen (logistiek en medische verzorging), Senegal (infanterie) en Zweden (infanterie).
De maximale sterkte heeft 6973 manschappen geteld.

## Het incident met de Buffalo 461
Op 9 augustus 1974 werd een Canadees militair vliegtuig, de "Canadian Forces Buffalo 115461", op een vlucht van Ismaïlia naar Damascus, door een Syrische SAM raket neergeschoten. Negen Canadezen kwamen om.

## Medaille
De deelnemers hadden recht op een onderscheiding, een van de Medailles voor Vredesmissies van de Verenigde Naties. De bronzen UNEF II Medaille werd aan een blauw lint met een brede door twee smalle blauwe strepen gebroken verticale grijze baan in het midden gedragen lint op de linkerborst gedragen.

## Literatuur

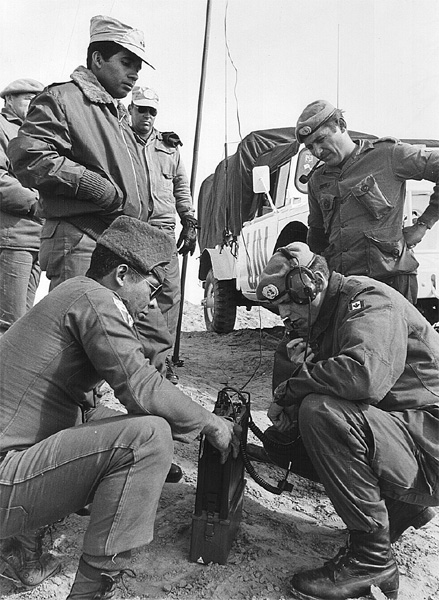
Canadezen en Panamezen in de Sanaï in 1974.